# رودي لويس
رودي لويس (بالإنجليزية: Rudy Lewis)‏ هو مغني أمريكي، ولد في 23 أغسطس 1936 في فيلادلفيا في الولايات المتحدة، وتوفي في 20 مايو 1964 في هارلم في الولايات المتحدة بسبب جرعة زائدة.

## وصلات خارجية
- رودي لويس على موقع الموسوعة البريطانية (الإنجليزية)
- رودي لويس على موقع ميوزك برينز (الإنجليزية)
- رودي لويس على موقع أول ميوزيك (الإنجليزية)
- رودي لويس على موقع ديسكوغز (الإنجليزية)